# Замкнутый оператор
В функциональном анализе замкнутые операторы — это некоторый важный класс неограниченных операторов, гораздо более широкий, чем класс ограниченных, то есть непрерывных, операторов. Замкнутый оператор не обязан быть определён на всём пространстве. Замкнутые операторы обладают достаточным числом хороших свойств для того, чтобы можно было ввести их спектр, построить функциональное исчисление и (в частных случаях) полную спектральную теорию. Важным примером замкнутых операторов являются производная и многие дифференциальные операторы.
Пусть {\displaystyle A\colon D(A)\subset X\to Y} — линейный оператор между банаховыми пространствами, определённый на некотором линейном подпространстве {\displaystyle D(A)} в {\displaystyle X}. Он называется замкнутым, если его график замкнут в {\displaystyle X\times Y}, то есть для любой последовательности {\displaystyle x_{n}\in D(A)} если верно, что {\displaystyle x_{n}\to x\in X} и {\displaystyle A(x_{n})\to y\in Y}, то {\displaystyle x\in D(A)} и {\displaystyle A(x)=y}.
Понятие замкнутого линейного оператора является обобщением понятия линейного непрерывного оператора: каждый линейный непрерывный оператор является замкнутым.

## Свойства замкнутого линейного оператора
- Если замкнутый {\displaystyle A} оператор обратим, то {\displaystyle A^{-1}} замкнут. Как следствие, каждый обратимый линейный непрерывный оператор имеет замкнутый обратный оператор.
- Если {\displaystyle A} — замкнутый линейный оператор, определенный всюду в банаховом пространстве {\displaystyle X} с значениями в пространстве {\displaystyle Y}, и существует такая положительная константа {\displaystyle c}, что {\displaystyle \|Ax\|\leq c\|x\|} для любых {\displaystyle x} из всюду плотного множества, то оператор {\displaystyle A} ограничен.
- Теорема Банаха о замкнутом графике. Если замкнутый оператор {\displaystyle A:X\to Y} определён на всём {\displaystyle X}, то он ограничен.
- Если {\displaystyle A\colon X\to Y} — замкнутый оператор, {\displaystyle (E,{\mathcal {B}},\mu )} — пространство с мерой, и функции {\displaystyle x\colon E\to X}, {\displaystyle Ax\colon E\to Y} сильно измеримы, то {\displaystyle A\int x(t)\mathrm {d} \mu (t)=\int Ax(t)\mathrm {d} \mu } (равенство интегралов Бохнера).

## Примеры замкнутых, но неограниченных операторов
В примерах {\displaystyle C[0,1]} и {\displaystyle C_{0}[0,\infty )} — пространства функций, непрерывных и ограниченных соответственно на отрезке {\displaystyle [0,1]} и луче {\displaystyle [0,\infty )}
- Оператор дифференцирования {\displaystyle {\frac {d}{dt}}:C[0,1]\to C[0,1]}, с областью определения — {\displaystyle C^{1}[0,1]}, со значениями в {\displaystyle C[0,1]}.
- Оператор умножения на координату {\displaystyle A:C_{0}[0,\infty )\to C_{0}[0,\infty )}

{\displaystyle A(x)=tx(t)}.
Область определения оператора {\displaystyle A} состоит из функций, удовлетворяющих неравенству {\displaystyle |x(t)|\leq {\frac {c}{1+t}}}, где {\displaystyle c} зависит от {\displaystyle x(t)}.